# Elysium
Elysium és una pel·lícula estatunidenca d'acció i ciència-ficció dirigida per Neill Blomkamp i estrenada el 2013. La pel·lícula es va doblar al català.
El film té lloc en una Terra devastada i superpoblada i en una estació espacial luxosa anomenada Elysium. Explora temes polítics i socials com ara la immigració, la sanitat i la diferència entre classes socials.

## Argument
En un futur 2154, els rics viuen en una estació espacial avançada de forma toroïdal anomenada Elysium, que té la seva pròpia atmosfera i camp electromagnètic, aire net, aigua i amb tot el necessari per viure de manera segura, saludable i confortable, orbitant la Terra a una gran altitud, construïda per la Corporació Armadyne, mentre que les altres persones viuen en una superpoblada Terra. La població es veu afectada per diversos problemes de salut, malalties genètiques, deixalles industrials, el canvi climàtic, la contaminació ambiental, nuclear i atmosfèrica.

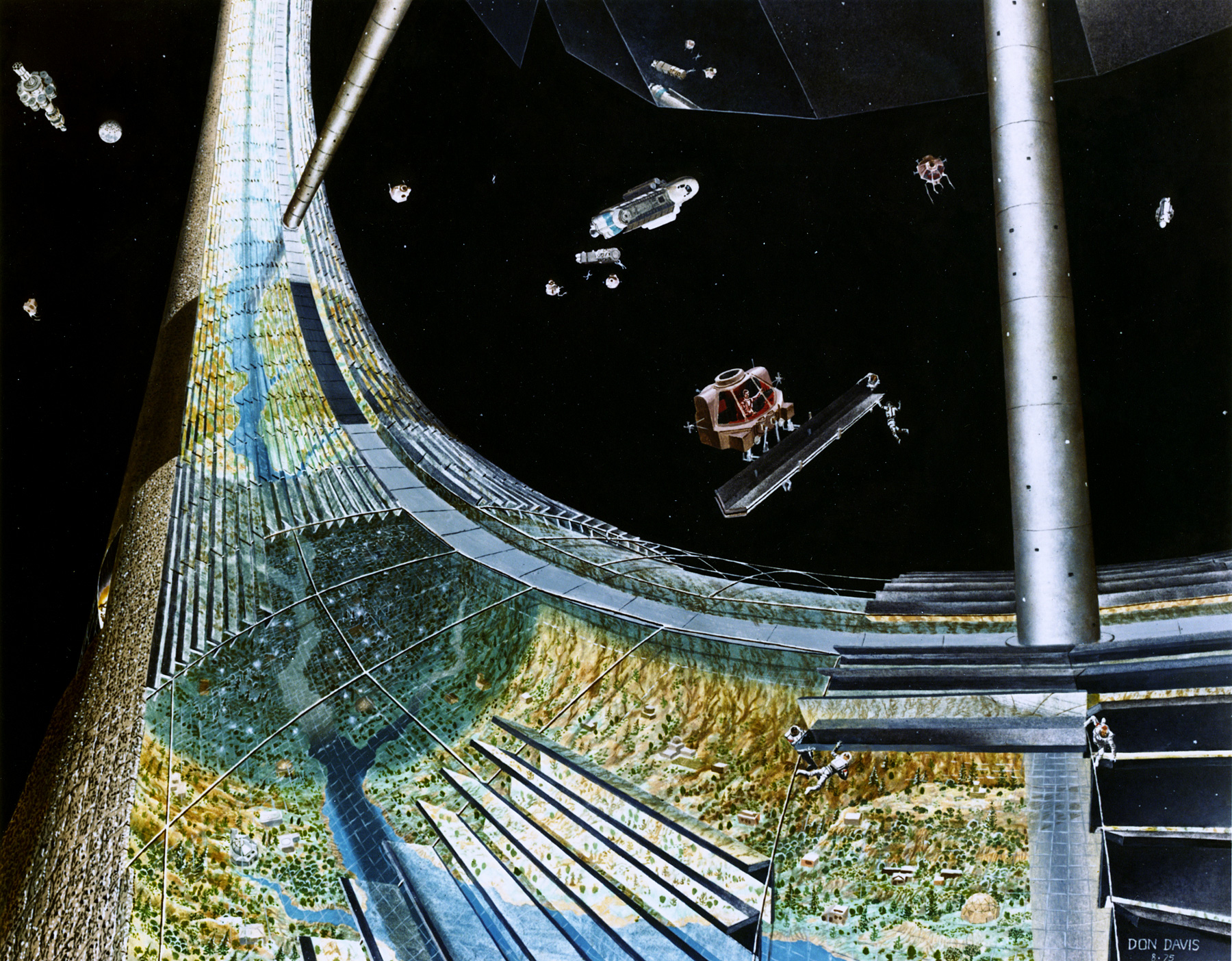
Representació d'un tor de Stanford.

La secretària de defensa, Jessica Delacourt (Jodie Foster), decideix conservar el luxós estil de vida dels ciutadans d'Elysium i contracta al psicòpata mercenari Kruger, Sharlto Copley, per eliminar els immigrants il·legals que intenten arribar a Elysium i utilitzar els seus avançats Med-Pods per guarir les seves malalties. El president Patel, Faran Tahir, està en desacord amb els seus mètodes i amenaça de cessar-la, a més d'acomiadar a Kruger. Delacourt després convenç al Cap de Armadyne, John Carlyle, William Fichtner, per escriure un programa informàtic que pot reinicialitzar el programari de control d'Elysium i permetre reemplaçar al seu president, perquè la Corporació Armadyne controli totalment a Elysium com una dictadura. Carlyle emmagatzema el programa en la seva pròpia ment per la seva custòdia fins que abandoni la Terra cap a Elysium, en una nau espacial.

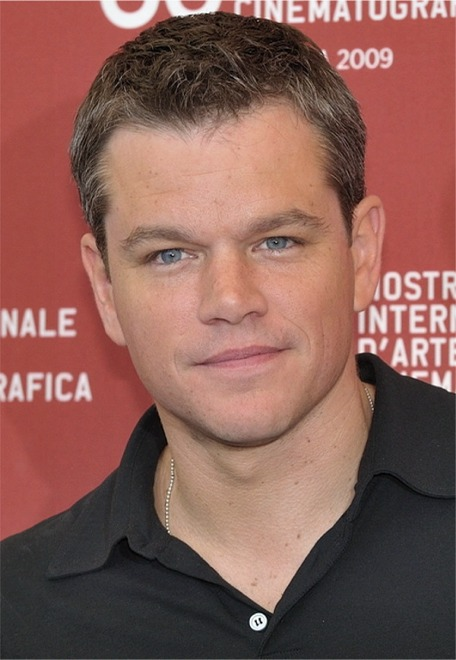
L'estatunidenc Matt Damon interpreta a Max DeCosta.

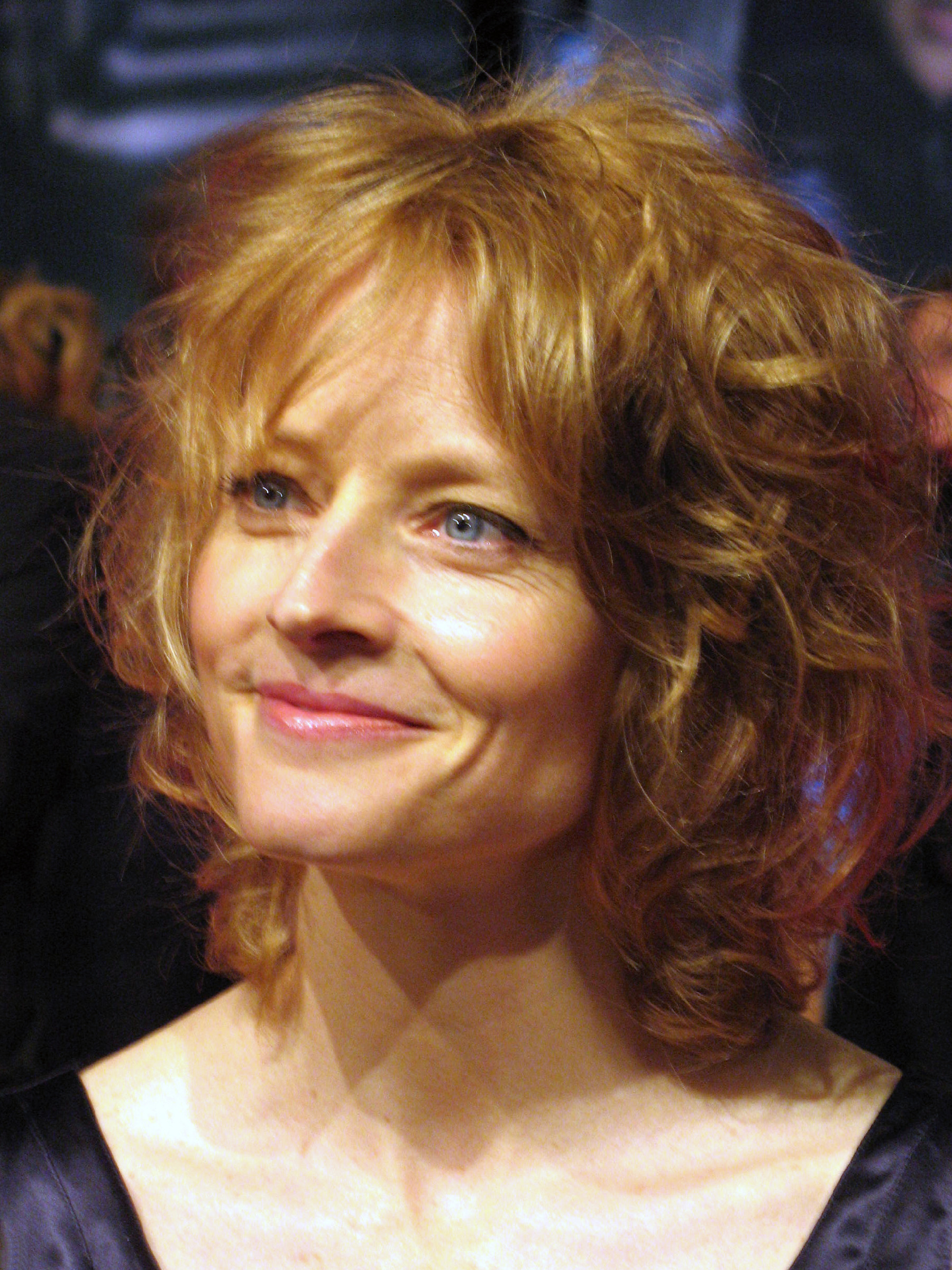
L'estatunidenca Jodie Foster interpreta a Jessica Delacourt.

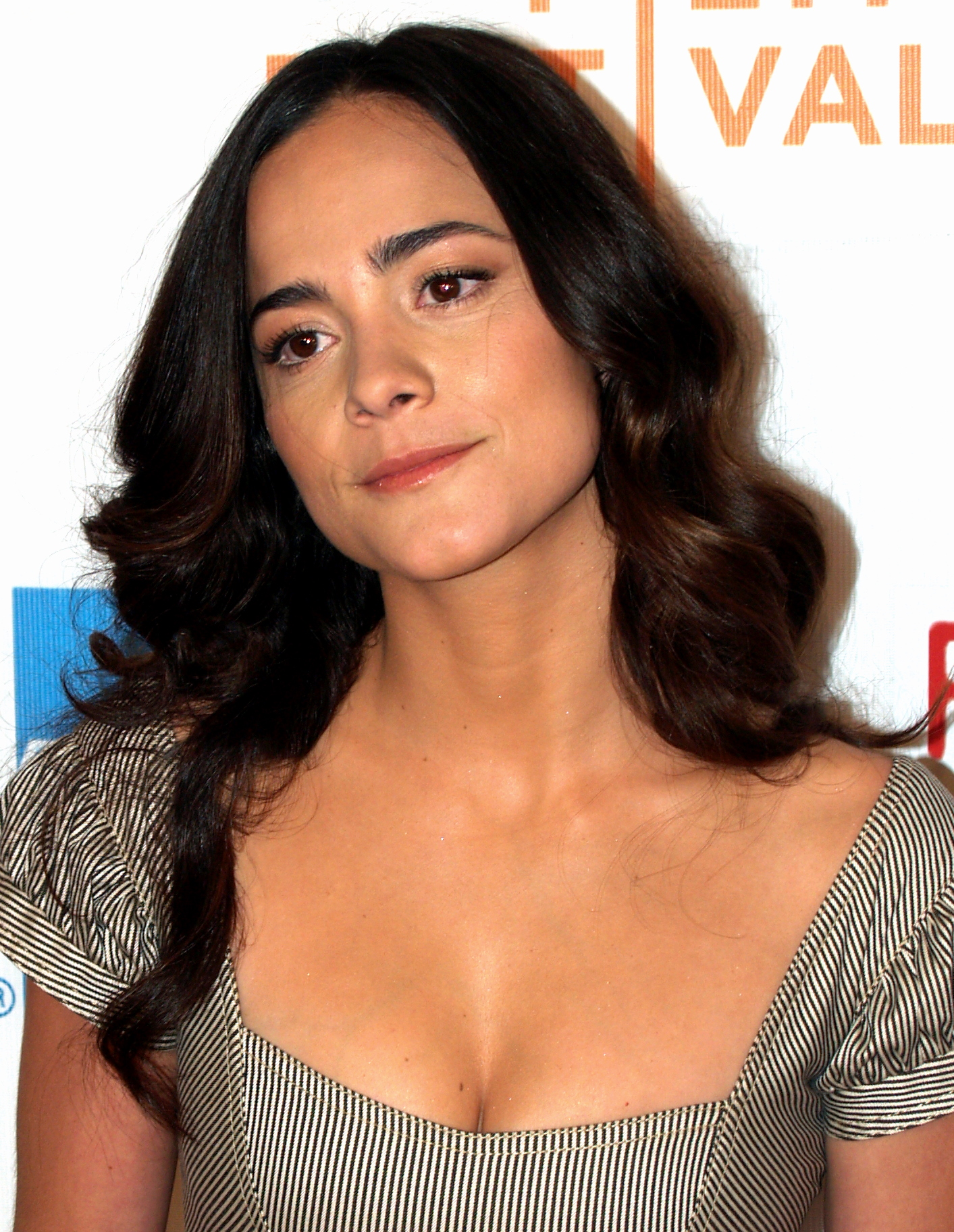
La brasilera Alice Braga interpreta a Frey.

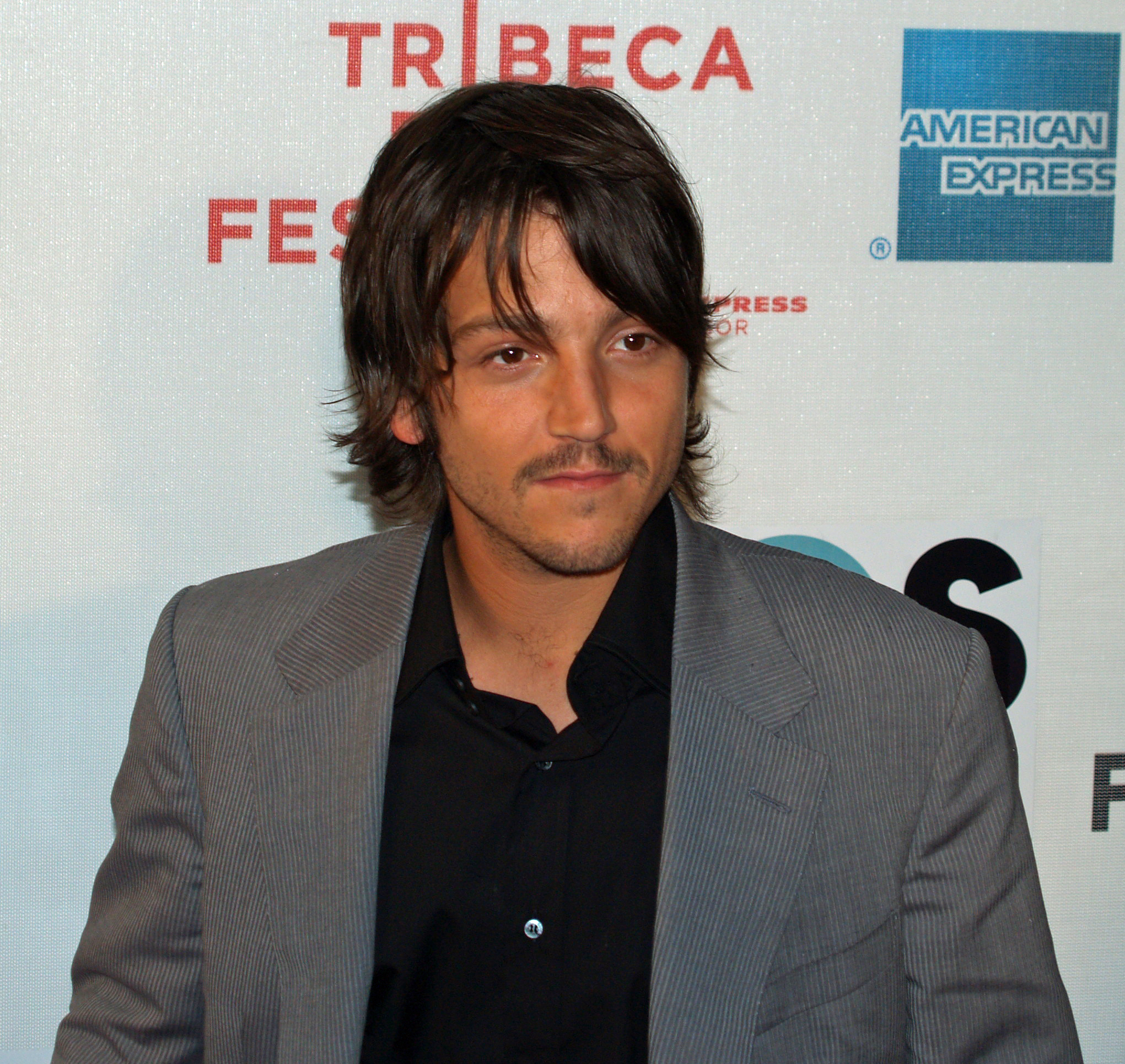
El mexicà Diego Luna interpreta a Julio.

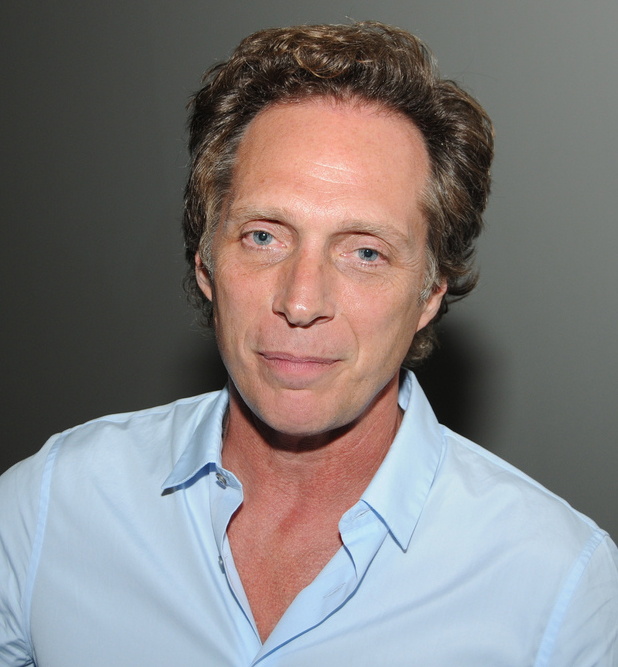
L'estatunidenc William Fichtner interpreta a John Carlyle.

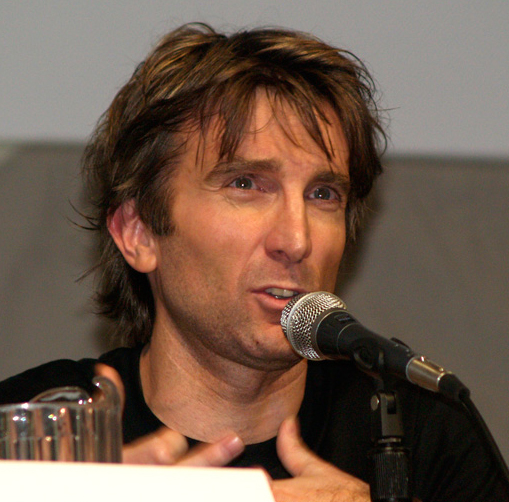
El sud-africà Sharlto Copley interpreta a Kruger.

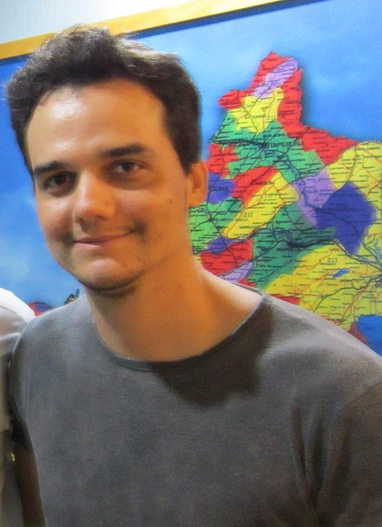
El brasiler Wagner Moura interpreta a Spider.

Mentrestant, Max Da Costa (Matt Damon), un exconvicte que viu en les ruïnes de Los Angeles i treballa a les fàbriques de Armadyne, que fabriquen avions teledirigits de vigilància robòtica per Elysium, es retroba amb una vella amiga, Frey (Alice Braga), que treballa com a infermera en un ple de gom a gom hospital públic i té una filla, Matilda, que està morint de leucèmia. Després d'haver estat exposat a nivells perillosos de radiació en un accident de la fàbrica i assabentar-se que morirà en cinc dies, Max és acomiadat per Carlyle, per la qual cosa busca l'ajuda d'un contrabandista, Spider (Wagner Moura), que es compromet a ajudar a Max a infiltrar-se en Elysium i utilitzar una Med-Pod per guarir-se a si mateix, un sistema de curació utilitzat pels habitants de Elysium per guarir les seves malalties i reparar el cos, en forma de beina de supervivència, com una càpsula mèdica, un llit on el pacient és atès amb una tecnologia molt avançada a nivell cel·lular, que solament persones molt adinerades poden pagar i viure en Elysium. A canvi, Max l'ajuda a robar informació de la ment de Carlyle que Spider pot aprofitar.

## Repartiment
- Matt Damon com a Max Da Costa.
- Jodie Foster com a Jessica Delacourt, dictadora d'Elysium.
- Alice Braga com a la infermera Frey Santiago.
- Diego Luna com a Julio, amic de Max Da Costa.
- William Fichtner com a John Carlyle, amo de la fàbrica d'armes "Armadyne".
- Sharlto Copley com a l'assassí M. Kruger.
- Wagner Moura com al delinqüent Spider.
- Ona Grauer com a una agent de CCB.
- Carly Pope com a una agent de CCB.
- Michael Shanks com a un agent de CCB.
- Christina Cox com a una agent de CCB.
- Maxwell Perry Cotton com a Max Da Costa (nen).
- Valentina Girs com a Frey (nena).
- Emma Tremblay com a Matilda, la filla de Frey.
- Brandon Auret com a Drake.
- Josh Blacker com a Crowe.
- José Pablo Cantillo com a Sandro.
- Faran Tahir com al president Patel.
- Adrian Holmes com a Manuel.
- Jared Keeso com a Rico.
- Terry Chen com un tècnic en neuroinformàtica a Elysium.
- Catherine Lough Haggquist com a la representant Burrard.
- Mike Mitchell com al capatàs de Max, culpable de la seva irradiació.
- Johnny Cicco com a Vincente.
- Derek Gilroy com a Pablo.
- Mario Pérez d'Alba com a un dels tècnics de Spider.
- Alejandro Belmonte com a un dels tècnics de Spider.
- Tracy Waterhouse com a una infermera.
- Sofia Sisniega com a la secretària del multimilionari Carlyle.